# AFC Leopards
AFC Leopards is een Keniaanse voetbalclub uit de hoofdstad Nairobi. Het is een van de twee populairste clubs van het land, de andere is Gor Mahia. De club werd in 1964 opgericht als Abaluhya FC na een fusie van enkele kleinere clubs. In 1980 werd de huidige naam aangenomen toen de Keniaanse regering stamnamen verbood.
Zoals vele andere Keniaanse clubs kwam de club in financiële problemen door wanbeleid en degradeerde in 2006 zelfs uit de hoogste klasse. Desondanks is de club nog steeds populair. In 2009 keerde de club terug op het hoogste niveau.

## Erelijst
Landskampioen
1966, 1967, 1970, 1973, 1980, 1981, 1982, 1986, 1988, 1989, 1992, 1998
Beker van Kenia
Winnaar: 1967, 1968, 1985, 1991, 1994, 2001, 2009, 2013
CECAFA Cup
Winnaar: 1979, 1982, 1983, 1984, 1997
Finalist: 1974, 1980, 1985